# 赤葉蟎
赤葉蟎为葉蟎科葉蟎屬下的一个种，是棉花害螨及玉米害螨的一個普遍种。